# Nava (Spanje)
Nava is een gemeente in de Spaanse provincie en regio Asturië met een oppervlakte van 95,81 km². Nava telt 5.346 inwoners (1 januari 2016).

## Demografische ontwikkeling
Bron: INE, 1857-2011: volkstellingen

## Sport
Nava was in 2018 aankomstplaats van de veertiende etappe in de wielerkoers Ronde van Spanje. De rit eindigde niet in het dorp Nava, maar na de beklimming van de steile helling naar Les Praeres. De rit werd gewonnen door de Brit Simon Yates.  
Vier jaar later keerde de Ronde van Spanje terug naar Nava voor een aankomst op Les Praeres. De Zuid-Afrikaan Louis Meintjes won er de rit en de Belg Remco Evenepoel verstevigde zijn positie als leider in het algemeen klassement.